# Boya (Zamora)
Boya es una localidad española del municipio de Mahíde. Se encuentra situada al noroeste de la provincia de Zamora, en la comarca de Aliste.

## Situación
Boya se encuentra situada en plena falda de la sierra de la Culebra en la provincia de Zamora, a unos 92 km de distancia de la capital zamorana. 
Su acceso se realiza a través de las siguientes carreteras: 
- Cogiendo la carretera N-122 hasta el pueblo de Alcañices, allí se enlaza con la carretera N-912 en dirección al pueblo de San Vitero. Tras pasar por los pueblos de San Juan del Rebollar, San Vitero, Mahíde y San Pedro de las Herrerías se llega a Boya, tras un recorrido aproximado de 29 km desde el desvío de Alcañices.

- La otra posibilidad es coger en Zamora la carretera nacional N-630 desviándonos, tras un recorrido de 29 kilómetros, para coger la carretera CL-525 dirección a Tábara. Tras un trayecto de 45 kilómetros nos volvemos a desviar para coger la carretera N-912 y tras pasar por los pueblos de Villanueva del Valrojo y Villardeciervos llegamos por fin al pueblo de Boya.

## Historia
Junto a Boya atravesaba la vía romana que unía Astorga y Braga, y de la cual aún es perceptible su huella en el entorno de la localidad.
Durante la Edad Media Boya quedó integrado en el Reino de León, cuyos monarcas habrían acometido la repoblación de la localidad dentro del proceso repoblador llevado a cabo en Aliste. Tras la independencia de Portugal del reino leonés, en 1143, la localidad habría sufrido por su situación geográfica los conflictos entre los reinos leonés y portugués por el control de la frontera, quedando estabilizada la situación a inicios del siglo XIII, hecho reforzado por la firma del Tratado de Alcañices en 1297.
Posteriormente, en la Edad Moderna, estuvo integrado en el partido de Mombuey de la provincia de Zamora, tal y como reflejaba en 1773 Tomás López en Mapa de la Provincia de Zamora. Así, al reestructurarse las provincias y crearse las actuales en 1833, la localidad se mantuvo en la provincia zamorana, dentro de la Región Leonesa, integrándose en 1834 en el partido judicial de Alcañices, dependencia que se prolongó hasta 1983, cuando fue suprimido el mismo e integrado en el partido judicial de Zamora.
Finalmente, en 1970, el antiguo municipio de Boya se integró en el de Mahíde.

## Geografía humana

### Demografía
| Gráfica de evolución demográfica de Boya entre 1842 y 1960 |
| |
| Población de derecho según los censos de población del INE Población de hecho según los censos de población del INEEntre el censo de 1970 y el anterior, este municipio desaparece porque se integra en el municipio 49104 (Mahide) |